# Central térmica de Caletillas
La central térmica de Candelaria es una central termoeléctrica situada en la localidad de Las Caletillas, en el término municipal de Candelaria, en el noreste de la isla de Tenerife, Santa Cruz de Tenerife, en España. Consta de 2 grupos de vapor que funcionan con fuel y dos turbinas de gas que funcionan con gasóleo.
Incluye también 2 turbinas de gas situadas en Guía de Isora.

## Historia
La Central Térmica de Candelaria comenzó su servicio en 1967, con los vapores 1 y 2, dados de baja desde 2001. Dicha central fue fundamental para la electrificación de Tenerife, sobre todo con el fuerte tirón de la demanda que trajo el boom del turismo y de la construcción.
Los grupos de vapor 3 y 4, con 40 MW de potencia cada uno, entraron en funcionamiento en 1975 y se dieron de baja en 2010. 
los grupos de vapor 5 y 6, con 40 MW de potencia cada uno, entraron en funcionamiento en 1979 y 1984, respectivamente y continúan actualmente en funcionamiento.  todos los grupo de vapor utilizaban como combustible fuelóleo de bajo índice de azufre.
Los tres grupos diésel de la central proporcionaban una potencia de 12 MW cada uno. Entraron en producción entre 1972 y 1973  se dieron de baja en 2014 y utilizaban como combustible fuelóleo de bajo índice de azufre y gasóleo.
El primer grupo de turbina de gas, de 37,5 MW de potencia, comenzó a funcionar en 1988. El segundo, también de 37,5 MW de potencia, se conectó a la red en 1989. Ambos se instalaron para sustituir a otros anteriores. la tercera turbina, de 17,2 MW, que empezó a funcionar en 1972, se dio de baja en 2017. Estos tres grupos utilizan gasóleo como combustible.
Las turbinas de gas en Guía de Isora se instalaron en 2007.
Actualmente cuenta con dos grupos de vapor y dos turbinas de gas. Los  grupos de vapor, con 40 MW de potencia cada uno, utilizan fuelóleo de bajo índice de azufre. Las turbinas de gas, de 37,5 MW de potencia, utilizan gasóleo como combustible.
La central obtuvo en 2005 de AENOR el certificado de gestión medioambiental ISO 14001, que acredita que sus actividades se realizan de una forma respetuosa con el medio ambiente. Además en 2015 obtuvo la certificación EMAS, adquiriendo un compromiso de mejora continua en materia medioambiental y verificada a través de auditorías independientes.

## Propiedad
La central térmica de Caletillas está participada por:
- Endesa  100%